# Kwakeogron
Kwakeogron este un oraș din Surinam. În 2012 avea 263 de locuitori.